# Петерс (фільм)
«Петерс» — радянський художній фільм 1972 року про найближчого сподвижника  Фелікса Дзержинського, революціонера Якова Петерса.

## Сюжет
Фільм присвячений найближчому сподвижникові Дзержинського, революціонеру Якову Петерсу. Картина розповідає про події, пов'язані з повстанням есерів у Москві 1918 року й діяльністю підпілля Бориса Савінкова.

## У ролях
- Гірт Яковлєв —  Яків Петерс
- Анатолій Фалькович —  Фелікс Дзержинський
- Улдіс Думпіс — Фрідріх Брієдіс
- Івар Калниньш —  Паул Кірсіс
- Юрій Каморний —  Ліманов
- Ліліта Озоліня —  Настя
- Олексій Панькин —  Циганков
- Сергій Полежаєв —  Борис Савінков
- Борис Хмельницький —  Кустинська
- Олександр Боярський —  Александрович
- Юріс Леяскалнс —  Локкарт
- Улдіс Лієлдіджс —  Кромі
- Геннадій Юхтін — Попов
- Харій Авенс —  алкоголік
- Ролан Биков —  Терехов
- Володимир Козел —  епізод
- Валерій Бондаренко —  епізод
- Анатолій Васильєв —  Олександр Віленкин
- Михайло Васильєв —  дебошир

## Знімальна група
- Режисер:  Сергій Тарасов
- Сценаристи:  Михайло Маклярський,  Кирило Рапопорт, Арвід Грігуліс
- Оператор: Ріхард Пікс
- Художник: Гунарс Балодіс
- Композитор: Ромуалдс Калсонс